# 圣吉尔斯圆环

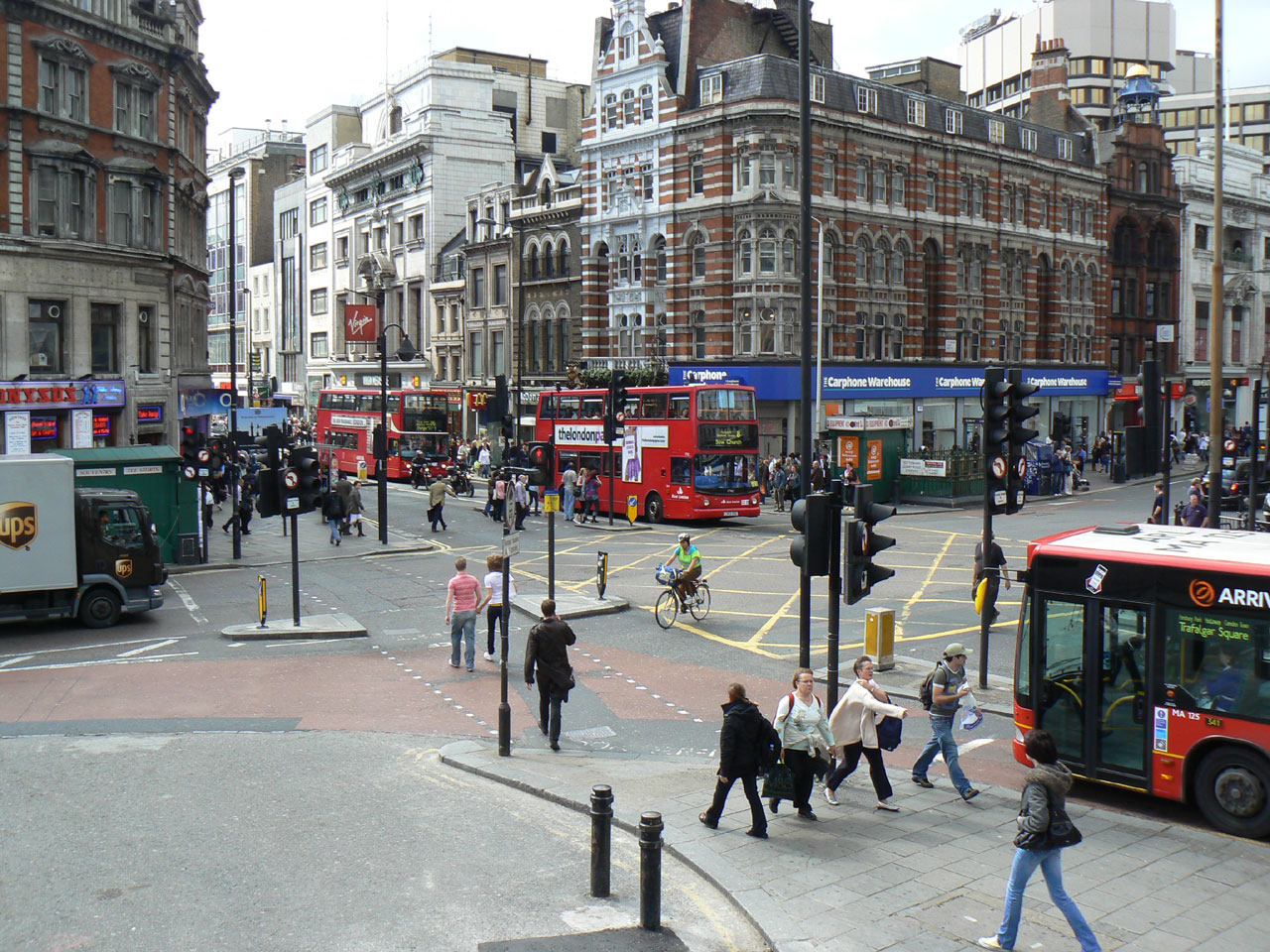
圣吉尔斯圆环

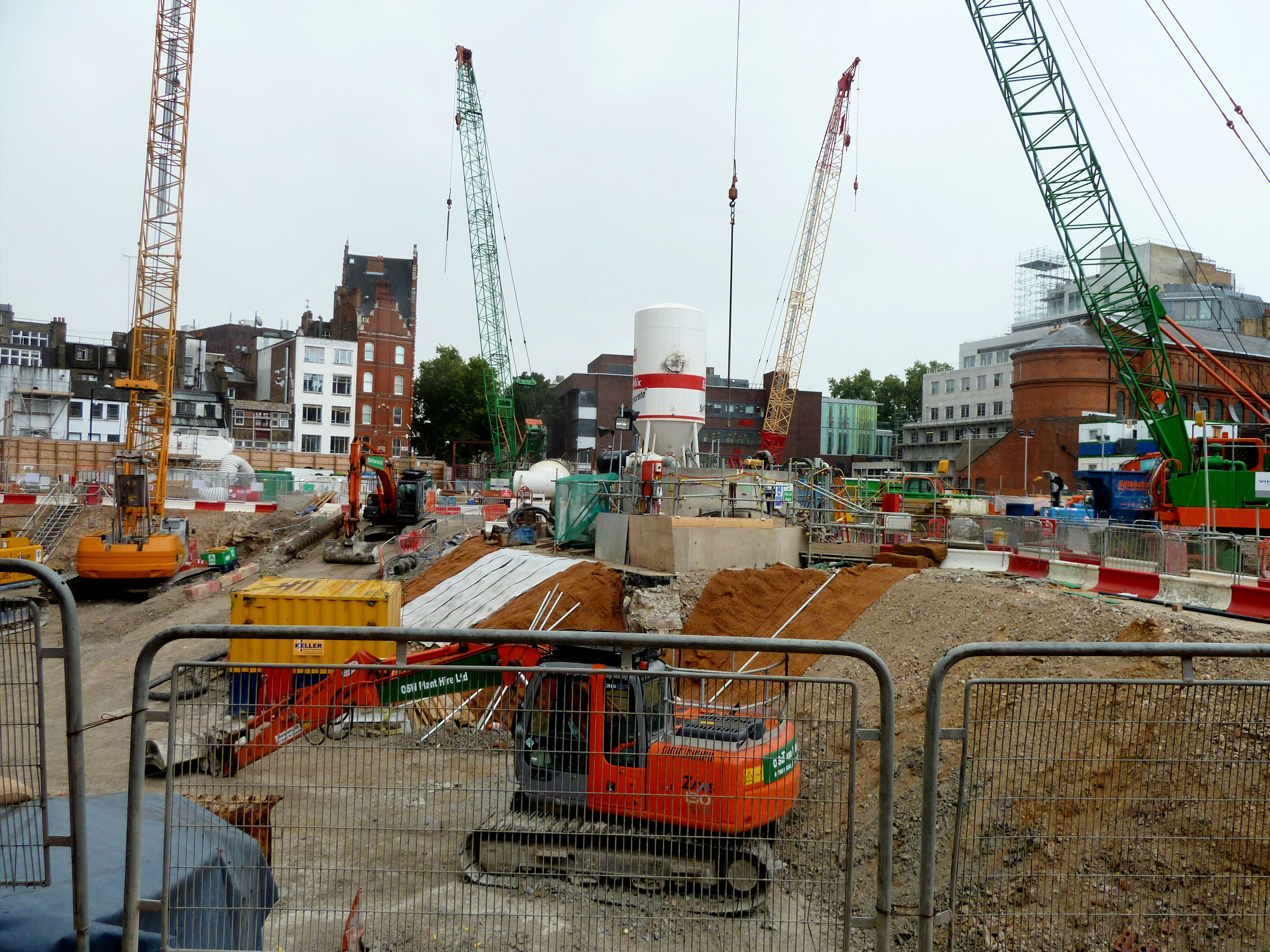
横贯铁路托特纳姆宮路站工程

圣吉尔斯圆环（英語：St Giles Circus）是伦敦西区的一个交叉路口，牛津街、新牛津街、查令十字路和托特纳姆宮路在此交汇，靠近 苏活区、科文特花园、布卢姆茨伯里和菲兹罗维亚（Fitzrovia）。虽然使用了“圆环”一词，但是交通枢纽周围的建筑并非都是圆形的，例如 牛津圆环。
在中世纪，在圣吉尔斯圆环设有绞刑架。今天，主宰该地区的是中间点大楼，位于新牛津街和查令十字路东南转角。自治领剧院靠近东北转角。阿斯托里亚剧院位于西侧。托定咸宮路站位于路口下方。
圣吉尔斯圆环目前正在封路修建横贯铁路。已经计划一个取代阿斯托里亚的新剧院。